# The Kissing Booth 3
The Kissing Booth 3 (Mi Primer Beso 3 en España y El stand de los besos 3 en Hispanoamérica) es una comedia romántica adolescente estadounidense de 2021 dirigida por Vince Marcello, a partir de un guion de Marcello y Jay Arnold. Es la tercera y última entrega de la trilogía The Kissing Booth basada en la novela del mismo nombre de Beth Reekles, después de The Kissing Booth y The Kissing Booth 2. Está protagonizada por Joey King, Joel Courtney, Jacob Elordi, Taylor Zakhar Perez, Maisie Richardson-Sellers, Meganne Young y Molly Ringwald. La película fue estrenada en Netflix el 11 de agosto de 2021.

## Argumento
Después de hacer un viaje por carretera después de graduarse, Elle aún no ha decidido si ir a Berkeley o Harvard, aunque Noah ya está planeando conseguir un apartamento fuera del campus para los dos.
Cuando los padres de Noah y Lee anuncian que están vendiendo su casa en la playa donde todos pasaron su infancia, Elle, Noah, Lee y la novia de Lee, Rachel (Meganne Young) se ofrecen a pasar el verano allí para ayudar con la venta. 
Lee comienza a planear cómo puede pasar tiempo con Rachel, que irá a una universidad diferente, mientras que Elle se enfrenta de repente a una fecha límite por parte de Berkeley. Ella elige ir a Harvard con Noah, lo que molesta a Lee, pero Elle promete compensarlo pasando el verano haciendo su lista de actividades en la playa.
La amiga de Noah, Chloe (Maisie Richardson-Sellers), quien Elle pensó que Noah estaba teniendo una aventura en la secuela, llega a la casa de la playa para complicar las cosas, y todos llegan a un punto crítico cuando el grupo hace un Mario Kart de acción en vivo. Noah y Marco chocan, lo que lleva a Noah a llamar a Elle "vergonzosa" por no darse cuenta de que Marco todavía está interesado en ella.
Animado por Chloe a hablar con Elle, Noah rápidamente se reconcilia con Elle y la pareja promete "luchar" el uno por el otro. Sin embargo, Marco no se rinde y se presenta a la fiesta del 4 de julio, donde nuevamente choca con Noah y lo golpea, pero Noah se niega a tomar represalias.
Marco le admite a Elle que todavía siente algo por ella, pero ella no está interesada. En cambio, se va a buscar a Noah, pero Elle no sabe que Noah vio su carta de aceptación a Berkeley.
Le preocupa que ella solo vaya a Harvard por él y no quiere que Elle se arrepienta si luego terminan. "Elle, tú y yo nos hemos esforzado tanto... quizás a veces amarnos no es suficiente", le dice, y Noah rompe con Elle y la anima a tomar una decisión universitaria por sí misma.
Mientras lidia con la angustia, Elle se pierde una actividad de la lista de deseos en la playa con Lee para jugar Dance Dance Revolution. Chocan cuando él le dice que él nunca le ha importado a Elle en comparación con Noah, mientras ella le dice que crezca como si todas sus decisiones de este verano hubieran intentado hacer felices a todos.
La madre de Noah y Lee le dice a Elle todo esto cuando la consuela, diciéndole que debería empezar a pensar en "qué es lo que quieres hacer" y elegir una universidad basada en eso. (Después de todo el drama, los padres de Noah y Lee finalmente deciden no vender también la casa de la playa).
Pero no solo Elle tiene problemas de relación, ya que Rachel decide romper con Lee. Habiendo visto los problemas que Elle y Noah han tenido, Rachel no quiere que se vuelvan así cuando tienen una larga distancia con la que lidiar, pero espera que tal vez "encuentren el camino de regreso el uno al otro".
Marco se disculpa con Elle y se despiden en buenos términos, antes de que Elle se reconcilie con Lee y le diga que se ha dado cuenta de que ha pasado tanto tiempo manteniendo sus relaciones con Noah y Lee que no ha descubierto qué la hace feliz. "Tengo que averiguar quién soy, por mi cuenta", le dice.
La película luego pasa a seis años más tarde con Elle ahora desarrollando su propio juego y presumiendo de un nuevo peinado corto. También se reveló que Lee y Rachel volvieron a estar juntos y se comprometieron después de la universidad. Elle y Lee retomaron su amistad como si nunca se hubieran ido, e incluso pudieron volver a ver el stand de los besos en la feria benéfica.
Es más, Elle ve a Noah probablemente por primera vez desde ese fatídico verano en el que revela que tiene ofertas de trabajo en bufetes de abogados en Los Ángeles y Nueva York. No ha decidido a dónde irá, pero sugiere ir en motocicleta cuando regrese a la ciudad, lo que vemos en la escena final de la película. Se insinúa que Elle y Noah vuelven a estar juntos al final de la película que se ha dejado abierta a propósito.

## Reparto
- Joey King como Rochelle "Elle" Evans: la novia de Noah, la mejor amiga de la infancia de Lee
- Joel Courtney como Lee Flynn: el mejor amigo de la infancia de Elle, el hermano menor de Noah, el prometido de Rachel
- Jacob Elordi como Noah Flynn: el novio de Elle, el hermano mayor de Lee
- Taylor Zakhar Perez como Marco Valentin Peña: antiguo contacto y amigo de Elle
- Maisie Richardson-Vendedores como Chloe Winthrop: amiga de Noah de Boston
- Meganne Young como Rachel: la novia de Lee
- Molly Ringwald como Mrs.Flynn: la madre de Noah y Lee
- Stephen Jennings como Mike Evans: Elle y el padre de Brad
- Morné Visser como Mr.Flynn: el padre de Noah y Lee
- Carson White como Brad Evans: el hermano menor de Elle

## Producción
En julio de 2020, se anunció que la tercera película había sido filmada en secreto consecutivamente con la segunda película en Sudáfrica en 2019, con King, Elordi, Courtney, Perez, Richardson-Sellers y Young repitiendo sus papeles. Marcello vuelve a dirigir a partir de un guion que escribió junto a Jay Arnold.

## Lanzamiento
The Kissing Booth 3 se estrenó el 11 de agosto de 2021 en Netflix.

## Recepción
En el agregador de reseñas Rotten Tomatoes, la película tiene una calificación de aprobación del 15% basada en 13 reseñas, con una calificación promedio de 3.3/10.
Natalia Winkleman de The New York Times calificó a The Kissing Booth 3 como "un final apropiado, aunque suave".
Kate Erbland de IndieWire criticó a los personajes y la dirección de la película, escribiendo "King sigue infundiendo vida a Elle, incluso cuando toma decisiones ridículas e inmaduras, mientras que Elordi se reduce a parecer enojado y Courtney está cargado de serios problemas de llanto". Ella escribió que la serie en su conjunto "podría ofrecer una mirada más adulta y honesta a la vida de los adolescentes, pero prefiere regresar a un territorio casto y completamente inmaduro". Ella le dio a la película una D+.
- Datos: Q97738255

1. ↑  Bhavani, Divya Kala (8 de agosto de 2020). «Meet Patrick Kirst, the man behind the music in 'The Kissing Booth' films on Netflix». The Hindu. Consultado el 3 de marzo de 2021.
2. ↑  Fleming, Mike Jr. (12 de enero de 2021). «Netflix Unveils A 2021 Film Slate With Bigger Volume & Star Wattage; Scott Stuber On The Escalating Film Ambition». Deadline Hollywood. Archivado desde el original el 12 de enero de 2021. Consultado el 12 de enero de 2021.
3. ↑  Fleming, Mike Jr. (26 de julio de 2020). «Netflix Puts Liplock On Vince Marcello-Directed 'Kissing Booth 3;' Pic Is Already Shot With Original Cast Back». Deadline Hollywood. Consultado el 26 de julio de 2020.
4. ↑  Lattanzio, Ryan (26 de julio de 2020). «'Kissing Booth 3' Shot in Secret, Already in Post-Production and Coming from Netflix in 2021». IndieWire. Consultado el 26 de julio de 2020.
5. ↑  Vogue, Teen (27 de abril de 2021). «Here's When "The Kissing Booth 3" Is Coming to Netflix». Teen Vogue. Consultado el 13 de junio de 2021.
6. ↑  «The Kissing Booth 3 (2021)». Rotten Tomatoes. Consultado el 13 de agosto de 2021.
7. ↑  Winkelman, Natalia (10 de agosto de 2021). «‘The Kissing Booth 3’ Review: Last in the Pecking Order» (en inglés estadounidense). ISSN 0362-4331. Consultado el 11 de agosto de 2021.
8. ↑  Erbland, Kate (10 de agosto de 2021). «‘The Kissing Booth 3’ Review: Netflix’s Icky YA Rom-Com Trilogy Finds Its Forgettable Finale». IndieWire (en inglés). Consultado el 11 de agosto de 2021.